# Crash Bandicoot: The Huge Adventure
Crash Bandicoot: The Huge Adventure, известная в PAL-регионе как Crash Bandicoot XS и в Японии как Crash Bandicoot Advance — компьютерная игра серии Crash Bandicoot, опубликованная Universal Interactive и разработанная студией Vicarious Visions для игровой платформы Game Boy Advance. Была выпущена в Северной Америке 25 февраля 2002, а в регионе PAL чуть позже, 15 марта 2002 года.
Crash Bandicoot: The Huge Adventure является седьмой игрой серии и первой выпущенной на портативной консоли.

## Особенности игры
Crash Bandicoot: The Huge Adventure — игра в жанре платформер, в которой игрок управляет Крешом Бандикутом, чей целью является собрать 20 кристаллов и в очередной раз разрушить коварные планы доктора Нео Кортекса. Игра разбита на четыре большие части, в каждой из них имеется по пять различных уровней и один босс. Первоначально открыта только одна часть, но после победы над боссом открывается следующая и т. д. Главной целью на каждом уровне является поиск кристалла, который необходим для дальнейшего прохождения игры, она же в свою очередь может назваться пройденной только после того, как будут найдены все 20 кристаллов.
Кроме кристаллов можно найти драгоценные камни или разноцветные драгоценные камни. Первые можно заполучить если на уровне разбиты все ящики, вторые же спрятаны на скрытых уровнях. Так же есть и реликты, способ их получения схож с тем, что есть в Crash Bandicoot 3: Warped.
А если ещё собрать все камни и реликты, то будет показана альтернативная концовка. В ней: когда Крэш побеждает Кортекса, Кортекс начинает ругать своих помощников. Неожиданно его луч выходит из строя и объединяет всех злодеев. И Кортекс превращается в монстра! После этого необходимо пройти финальный уровень — спастись от этого монстра и получить дополнительный камень. А дальше, как и в обычной концовке. В финале злодеи оказываются в тесном обломке станции Кортекса.

## Сюжет
Основной сюжет игры централизируется на очередном злодеянии доктора Нео Кортекс, целью которого на этот раз является уменьшить планету Земля с помощью гигантского оружия под названием «Уменьшитель Планет» (англ. Planetary Minimizer). Главный герой истории по имени Креш Бандикут должен собрать все кристаллы, чтобы обернуть действие оружия и вернуть прежние размеры родной планеты, а также победить доктора Кортекса и его приспешников.

## Боссы
- Dingodile
- Doctor N. Gin
- Tiny Tiger
- Doctor Neo Cortex

## Разработка
21 сентября 2000 года Konami и Universal Studios объявили о том, что планируют выпустить игру Crash Bandicoot для игровых систем нового поколения.
Название игры несколько раз менялось. Сначала рассматривались варианты Crash Bandicoot Advance, Crash Bandicoot X/S и Crash Bandicoot: The Big Adventure, после чего издатели остановились на названии Crash Bandicoot: The Huge Adventure.
На создание игры понадобилось девять месяцев. За это время команда разработчиков выросла до семи человек.
Графика и анимация для игры были созданы в Maya. Для главного героя Crash Bandicoot: The Huge Adventure разработчики использовали до 1500 кадров анимации.
Над саундтреком игры трудилась компания Shin’en Multimedia. Звуковые эффекты созданы благодаря Манфреду Линцнеру, а музыку к игре написал Тодд Мастен.

## Отзывы и критика
| Сводный рейтинг    | Сводный рейтинг |
| Агрегатор          | Оценка          |
| ------------------ | --------------- |
| GameRankings       | 78,82 %         |
| Metacritic         | 78/100          |
| Иноязычные издания |                 |
| Издание            | Оценка          |
| EGM                | 5,8/10          |
| Famitsu            | 32/40           |
| GameSpot           | 7,4/10          |
| GameZone           | 9,2/10          |
| IGN                | 9/10            |
| Nintendo Power     | 7/10            |

Crash Bandicoot: The Huge Adventure в целом получил приятные отзывы от критиков. Игра была отмечена за свою графику и общий дизайн, но также было отмечено отсутствие инноваций, каких-либо новшеств.